# Enhet 1855
Enhet 1855 var en militär enhet inom den Kejserliga japanska armén. Det var en del av Departementet för Epidemisk Prevention och Vattenrening och låg under Japans Armé i Centrala Kina. Enheten var stationerad i Peking mellan 1938 och 1945. 
Enhet 1855 ägnade sig åt att utveckla biologiska vapen genom olagliga och dödliga mänskliga experiment. 
Enheten var inhyst i en byggnad i närheten av Himmelens tempel. Den hade en personal på ungefär tvåtusen man. Dess befäl var Nishimura Yeni, som rapporterade direkt till Shirō Ishii på Enhet 731. 
Ett vittnesmål har avlagts av koreanen Choi Hyung Shi, som arbetade som tolk på enheten 1942-1943. Han uppger att enheten experimenterade med pest, kolera och tyfus på koreanska och kinesiska fångar. 
Enheten uppskattas ha dödat åtminstone tusen fångar mellan 1938 och 1945. Den upplöstes och evakuerades vid krigsslutet.  